# Melanargia mandjuriana
Melanargia mandjuriana är en fjärilsart som beskrevs av Constant Vincent Houlbert 1922. Melanargia mandjuriana ingår i släktet Melanargia och familjen praktfjärilar. Inga underarter finns listade i Catalogue of Life.